# Charles Town (Nyugat-Virginia)
Charles Town település az Amerikai Egyesült Államok Nyugat-Virginia államában, Jefferson megyében, melynek megyeszékhelye is. Lakosainak száma 6534 fő (2020. április 1.).

## Népesség
A település népességének változása:

| 2010 | 5 259 |
| 2020 | 6 534 |